# 배리 휴스
배리 휴스(영어: Barry Hughes, 1937년 12월 31일~2019년 6월 2일)는 웨일스의 축구인으로 현역 시절 수비수로 활동했다. 웨일스인이었지만 네덜란드에서 선수 경력을 쌓았고 축구 선수에서 은퇴한 후 주로 네덜란드 구단들의 감독으로 활동했다. 그는 감독에서 은퇴한 후 사망할 때까지 네덜란드에 거주했다.

## 선수 경력
휴스는 웨스트브로미치 앨비언 FC의 청소년팀에서 축구 경력을 시작했다. 그러나 그는 웨스트브로미치의 1군으로 승격해 잉글리시 풋볼 리그에 출전하는 과정을 밟지 못하고 1960년 웨스트브로미치를 떠났다. 그는 1960년 네덜란드의 FC 블라우빗 암스테르담에 입단한 후 1963년까지 블라우빗에서 뛰었고, 1963년부터 1965년까지 알크마르'54에서 뛴 후 선수 경력을 마감했다. 알크마르에서 뛸 당시 그는 알크마르의 주장을 역임했다.

## 지도자 경력
선수 경력에서 은퇴한 후 휴스는 1965년 알크마르'54의 감독으로 선임되며 축구 지도자 경력을 시작했다. 그는 알크마르'54 이후 HFC 하를럼, 고 어헤드 이글스, 스파르타 로테르담, FC 위트레흐트, MVV 마스트리흐트, FC 폴렌담 등 다양한 네덜란드의 축구팀들을 맡았다. 1978년 하를럼의 감독으로 있을 때 그는 뤼트 휠릿의 잠재력을 주목했고 그와 그의 아버지 헤오르허 휠릿을 설득해 뤼트가 하를럼에서 뛰도록 하는 계약을 맺는데 성공했다.
그는 네덜란드 클럽들만 아니라 벨기에 클럽 베이르스홋 AC의 감독을 맡기도 했다.

## 음악인 경력
휴스는 1978년 7인치 음악 싱글 "축구는 왕이다(네덜란드어: Voetbal is Koning)"를 발표했다.
1981년에 그는 "더 크바푀르스(네덜란드어: De Kwaffeurs)"와 함께 싱글 "나는 내 머리 위에 융단을 깔고 싶다(네덜란드어: Ik wil op mijn kop een kamerbreed tapijt)"를 발매했다. 이 싱글은 그의 대머리를 언급하는 카니발 노래였으며 8주 동안 네덜란드의 음악 차트 상위 40위 안에 들었고 1981년 7주차와 8주차 사이에 차트 7위에 올랐다.

## 개인사
웨일스의 카나번에서 태어난 휴스는 글린던 근대 중등학교에서 학업을 수행했다. 그는 1965년에 네덜란드의 TV 방송인 엘러스 베르허르(네덜란드어: Elles Berger)와 결혼했고 둘 사이에 세 딸들과 여섯 손주들을 두었다. 그는 2019년 6월 2일 암스테르담에서 81세의 나이에 사망했다.

## 수상 내역

### 클럽
FC 블라우빗 암스테르담
- 에이르스터 디비시: 1960-61

 알크마르'54
- 트베이더 디비시: 1963-64